# Micrurus laticollaris
Micrurus laticollaris är en ormart som beskrevs av Peters 1870. Micrurus laticollaris ingår i släktet korallormar och familjen giftsnokar.
Arten förekommer i västra Mexiko i delstaterna Michoacán, Guerrero, Jalisco och Colima. Den lever i kulliga områden och i bergstrakter mellan 300 och 1800 meter över havet. Habitatet utgörs av tropiska lövfällande skogar och av buskskogar. Honor lägger ägg. Liksom andra korallormar har Micrurus laticollaris ett giftigt bett.
Regionalt förekommer skogsavverkningar i utbredningsområdet. Hela populationen antas vara stabil. IUCN kategoriserar arten globalt som livskraftig.

## Underarter
Arten delas in i följande underarter:
- M. l. laticollaris
- M. l. maculirostris